# AES3
AES3 je jedním ze standardů, který zajišťuje digitální výměnu zvuku. Byl vyvinut společností pro zvukovou techniku (Audio Engineering Society). Má také druhé jméno, jako je AES/EBU, Evropská vysílací unie (European Broadcasting Union). Tyto dvě organizace poprvé vytvořily první dvoukanálové digitální audiovizuální rozhraní v roce 1985.
Hlavním problémem, který standard AES3 pomohl vyřešit, byl přenos zvukových signálů bez ztráty kvality. K dosažení tohoto cíle bylo vytvořeno rozhraní využívající koaxiální kabel o impedanci 75 ohmů.

## Charakteristiky
AES3 používá konektor XLR-3. Tento konektor, který se používá pro připojení mikrofonů, reproduktorů a dalších zvukových a video zařízení. Výstupní úroveň se pohybuje od 2 do 7 voltů, kde maximální hodnota je 7 voltů. Typ kabelu používaný v AES3 je STP4, který se používá pro přenos dat v rámci počítačové sítě, často se používá na krátké vzdálenosti, například v kancelářích.

## Rozdíl mezi AES3 a S/PDIF
AES3 popisuje, jak se digitální audioinformace přenáší po dvoudrátovém rozhraní. Je určen pro profesionální použití, jako jsou koncertní sály, nahrávací studia nebo televizní stanice pro vysílání.
S/PDIF (Sony/Philips Digital Interface) - určen pro spotřební výrobky. Může být použit například k propojení zvukového signálu mezi televizorem a domácím kinem, což umožňuje poslech s větším zvukovým prostorem. Nicméně je omezenější než AES3.

## AES3 a AES3id
Existují různé verze standardu AES3, jednou z nich je AES3id.
AES3id je zjednodušená verze standardu AES3, která je určena spíše pro audio zařízení pro každodenní použití a používá se v přehrávačích CD a hudebních centrech. Na rozdíl od S/PDIF a AES3 má nejdelší dosah ze všech - 1 000 metrů oproti 10 a 100 metrům.
Dalším rozdílem je, že AES3id používá konektor BNC, který se běžně používá v rádiové komunikaci a je kompatibilní s mnoha různými typy kabelů.